# Equivalencia ricardiana
La equivalencia ricardiana, o la proposición de equivalencia Barro-Ricardo, es una teoría económica que sugiere que el déficit fiscal no afecta a la demanda agregada. Fue propuesta por el economista inglés David Ricardo en el siglo XIX.
La argumentación en que se basa la teoría es la siguiente: el gobierno puede financiar su gasto mediante los impuestos cobrados a los contribuyentes actuales o mediante la emisión de deuda pública. No obstante, si elige la segunda opción, tarde o temprano tendrá que pagar la deuda subiendo los impuestos por encima de lo que estos se ubicarían en el futuro si otra fuera la elección. La elección es entre pagar impuestos hoy o pagar impuestos mañana. 
Supóngase, por ejemplo, que el gobierno decide financiar un gasto adicional a través de déficit, esto es, mediante cobrar impuestos mañana. Ricardo argumentaba que aunque los ciudadanos tienen más dinero hoy, ellos se darían cuenta de que tendrían que pagar impuestos mayores en el futuro y, por lo tanto, ahorrarán un dinero adicional para poder pagar los impuestos futuros. Este mayor ahorro por parte de los consumidores compensaría exactamente el gasto adicional del gobierno, de modo tal que la demanda agregada permanecerá inmodificada.
Posteriormente, Robert Barro publicó un artículo intitulado "Are Government Bonds Net Wealth?" [Son riqueza neta los bonos del gobierno?] en el Journal of Political Economy (Vol. 82, n.º 6. (Nov. - Dec., 1974), pp. 1095-1117). Este modelo supone que las familias actúan como dinastías que viven hasta el infinito, debido al altruismo intergeneracional, que los mercados de capitales son perfectos (en el sentido de que todos pueden prestar y endeudarse a la misma tasa de interés) y que la senda de los gastos del gobierno está dada. En estas condiciones, si el gobierno financia los gastos mediante emisión de bonos de deuda, las familias dejarán donaciones a sus hijos justo lo suficientemente grandes como para compensar los mayores impuestos que se necesitarán para pagar esos bonos. Este artículo es una contribución importante a la Nueva Macroeconomía Clásica, construida en torno a la hipótesis de las expectativas racionales.
La teoría de la equivalencia ricardiana sugiere que los intentos del gobierno de influir sobre la demanda agregada mediante la política fiscal están condenados al fracaso. Esta idea se opone frontalmente a la teoría keynesiana, que afirma que la política fiscal, debido a los efectos del multiplicador de la renta, será efectiva logrando que los incrementos de déficit público logren incrementos mayores en proporción de la demanda agregada del gobierno actual.
La investigación empírica rechaza la equivalencia ricardiana en su forma pura, aunque algunos estudios han encontrado efectos ricardianos en el comportamiento del ahorro. Para una revisión técnica de la literatura, véase M. Gabriella Briotti, “Economic Reactions to Public Finance Consolidation: a Survey of the Literature”, European Central Bank Occasional Paper n.º 38, Oct. 2005.

## Argumento para políticas fiscales contracíclicas
La equivalencia ricardiana tiene una importancia crucial en las consideraciones de política fiscal de la nueva macroeconomía clásica. Al evaluar la equivalencia ricardiana o cualquiera de las nuevas doctrinas clásicas, se debe tener en cuenta el carácter condicional de estas tesis. Por lo tanto, el teorema de equivalencia no debe separarse de los supuestos en los que se basa. En otras palabras, la equivalencia ricardiana no significa que fracasarán los esfuerzos contracíclicos, pero describe las condiciones necesarias para ese fracaso y, naturalmente, para el éxito al mismo tiempo. Los gobiernos no tienen ningún potencial para ejercer esfuerzos contracíclicos si el camino de los gastos del gobierno es fijo y si los agentes forman expectativas racionales. Si se cumplen estas condiciones, los recortes en los impuestos implican una presión posterior para aumentar los impuestos, ya que el gobierno tiene que llenar la brecha de recursos en el presupuesto que es el resultado del recorte de impuestos inicial. Por lo tanto, los agentes racionales pondrán los ingresos adicionales de la reducción de impuestos en ahorro y el consumo no aumentará. En esta historia, si el gobierno puede cambiar estos procesos o, de alguna manera, se puede creer que el ingreso adicional no se retirará más tarde, la reducción de impuestos inicial inducirá un aumento en los gastos de consumo público.
Por lo tanto, la política fiscal anticíclica puede ser efectiva si no se cumple alguna de las condiciones necesarias para la equivalencia. El control de la economía real es posible quizás incluso en un estilo keynesiano si el gobierno recupera su potencial para ejercer este control. Por lo tanto, en realidad, la nueva macroeconomía clásica destaca las condiciones bajo las cuales la política fiscal puede ser efectiva y no la ineficiencia de la política fiscal. Las aspiraciones anticíclicas no necesitan ser abandonadas, solo el campo de juego de la política económica se redujo por la nueva macroeconomía clásica. Keynes instó a los esfuerzos contracíclicos activos de la política fiscal y estos esfuerzos no están predestinados a fracasar ni siquiera en la nueva teoría clásica, solo las nuevas condiciones macroeconómicas clásicas especificaron las condiciones necesarias para la eficiencia de los esfuerzos contracíclicos. La equivalencia ricardiana subraya la importancia de las reformas fiscales, ya que dichas reformas son necesarias para cambiar la trayectoria de los gastos del gobierno. Cuando se implementan reformas fiscales integrales que hacen que el sector público sea más eficiente, los gobiernos no ejercen esfuerzos contracíclicos, por supuesto, sino que forman las condiciones necesarias para recuperar el potencial anticíclico. A este respecto, la equivalencia ricardiana aclara las condiciones exactas necesarias para las políticas fiscales anticíclicas.